# Прайснер, Збигнев
Зби́гнев Пра́йснер (пол. Zbigniew Preisner, настоящее имя Збигнев Антони Ковальский (пол. Zbigniew Antoni Kowalski), род. 20 мая 1955 года в Бельско-Бяле, Польша) — польский композитор, пишущий музыку для кино. Знаменит своей работой с известным польским режиссёром и кинодраматургом Кшиштофом Кесьлёвским.

## Жизнь и работа
Прайснер изучал историю и философию в Кракове. Он никогда не брал уроки музыки, а учился, слушая и транскрибируя партии с записей.
Прайснер больше всего известен как композитор музыки к фильмам Кесьлёвского. В некоторых из них музыка Прайснера присваивается вымышленному голландскому композитору Ван ден Буденмаеру. В фильме Три цвета: Синий «Песня за объединение Европы», написанная Прайснером, представлена как произведение одного из героев фильма.
После сотрудничества с Агнешкой Холланд, соавтором сценария в «Трёх цветах» Кесьлёвского, Френсис Форд Коппола, продюсер фильма Таинственный сад (реж. А. Холланд), попросил Прайснера написать музыку для этого фильма.
Хотя Прайснера и ассоциируют в первую очередь с Кесьлёвским, он писал музыку и для других режиссёров, получив премию «Сезар» за работу в фильме Жана Беккера «Элиза». Он также выигрывал и другие награды, включая Сезара 1994 года за фильм «Три цвета: Красный» и Серебряного медведя на Берлинском кинофестивале в 1997 году за фильм «Островок на Птичьей улице».
В 1998 году Прайснер написал первое крупное произведение, Реквием по моему другу, которое не предназначалось для кино. Первоначально предполагалось, что Кшиштоф Писиевич напишет сценарий, а Кесьлёвский срежиссирует его, но после смерти Кесьлёвского это произведение стало своего рода его поминовением.
Прайснер сочинил музыку для People’s Century — документального двадцатишестисерийного фильма, сделанного совместными усилиями британской телекомпании BBC и американской телекомпании PBS.
Он также написал музыку к фильму Томаса Винтерберга «Всё о любви» (2003).
Стиль Прайснера можно назвать романтическим, с заметным влиянием Яна Сибелиуса.

## Произведения

### Произведения для оркестра
- Реквием по моему другу (1998)
- Жизнь (1998)

### Произведения для соло-инструментов
- 10 легких пьес для пианино (2000)

### Фильмография
- Прогноз погоды (1981)
- Без конца (1985)
- Lubie nietoperze (1986)
- Przez dotyk (1986)
- Бегство (1986)
- The Lullabye (1987)
- Kocham kino (1988)
- Короткий фильм о любви (1988)
- Короткий фильм об убийстве (1988)
- Убить священника (1988)
- Декалог (1988—1989)
- Последний звонок (1989)
- Европа, Европа (1990)
- Игра в полях господних (1991)
- Двойная жизнь Вероники (1991)
- Eminent Domain (1991)
- Оливье, Оливье (1992)
- Ущерб (1992)
- Выброшенные из жизни (1992)
- Черта горизонта (1993)
- Таинственный сад (1993)
- Три цвета: Синий (1993)
- Mouvements du désir (1994)
- Три цвета: Красный (1994)
- Три цвета: Белый (1994)
- Когда мужчина любит женщину (1994)
- Kouarteto se 4 kiniseis (1994)
- Элиза (1995)
- Последнее лето любви (1995)
- Кшиштоф Кесьлевский: Я так себе… (1995)
- De Aegypto (1995)
- Просветлённое сердце (1996)
- Bruggen (1996)
- Волшебная история (1997)
- Островок на Птичьей улице (1997)
- Migrations (1997)
- Liv (1998)
- Мечтая о Джозефе Лизе (1999)
- Последний сентябрь (1999)
- Aberdeen (2000)
- Weiser (2001)
- Только между нами (2002)
- Всё о любви (2003)
- Странные сады (2003)
- Супертекс (2003)
- Колыбельная (2003)
- Страна надежды (2004)
- Sportman van de Eeuw (2006)
- Человек Божий (2021)

## Достижения

### Номинации
- Премия «Сезар»:
  - 1992 — «Лучшая музыка к фильму» («Двойная жизнь Вероники»)[3]
  - 1994 — «Лучшая музыка к фильму» («Три цвета: Синий»)[3]
  - 2008 — «Лучшая музыка к фильму» («Семейная тайна»)[4]
- Премия «Золотой глобус»[5]:
  - 1992 — «Лучшая музыка к художественному фильму» («Игра в полях господних»)
  - 1994 — «Лучшая музыка к художественному фильму» («Три цвета: Синий»)
- Премия «Джини»:
  - 2003 — «Лучшие достижения в области музыки — Саундтрек к фильму» («Только между нами»)[6]

### Награды
- Премия «Сезар»[3]:
  - 1995 — «Лучшая музыка к фильму» («Три цвета: Красный»)
  - 1996 — «Лучшая музыка к фильму» («Элиза»)
- Берлинский кинофестиваль:
  - 1997 — «Серебряный медведь» за выдающиеся личные достижения («Остров на Птичьей улице»)[7]